# Gardner Inlet
Gardner Inlet – wypełniony lodem przesmyk położony na południowo-zachodniej stronie Bowman Peninsula na wschodnim wybrzeżu Ziemi Palmera w południowej części Półwyspu Antarktycznego.
Został odkryty 21 listopada 1947 w trakcie ekspedycji badawczej Finna Ronne (1899–1980) (ang. Ronne Antarctic Research Expedition (RARE)). Częściowo zbadany przez uczestników FIDS-RARE ze Stonington Island w grudniu 1947. Sfotografowany z lotu ptaka w latach 1965–1967 i zmapowany przez United States Geological Survey.
Pierwsza nadana nazwa to American Geographical Society Bay, zmieniona na Gardner Bay, a później na Gardner Inlet dla upamiętnienia fizyka Irvine'a C. Gardnera, którego badania z zakresu optyki zastosowane w aerofotografii były ważnym wkładem w badania polarne.